# ديفيد أندرسون (لاعب كريكت)
ديفيد أندرسون (بالإنجليزية: David Anderson)‏ (24 يناير 1940 في أستراليا - 17 يونيو 2005 في أستراليا) هو لاعب كريكت أسترالي. لعب مع فريق فكتوريا للكريكت.

## وصلات خارجية
- ديفيد أندرسون (لاعب كريكت) على موقع إي آس بي آن كريك إنفو (الإنجليزية)